# アレクセイと泉
『アレクセイと泉』（あれくせいといずみ）は、2002年1月20日公開の日本映画。 

## スタッフ
- 監督：本橋成一
- 製作：小松原時夫、神谷さだ子
- 撮影：一之瀬正史
- 録音：弦巻裕
- 編集：村本勝
- 音楽：坂本龍一

## DVDリリース・派生作品
- 2002年、ポレポレタイムス社よりビデオ版が発売。
- 2002年、ポレポレタイムス社よりDVD版が発売。
- 2011年8月27日、ポレポレタイムス社より「ナージャの村」と「アレクセイと泉」の2作品をひとつしたツインパックが発売。

## 作品の評価

### 受賞歴
- 第52回 ベルリン国際映画祭 ベルリナー新聞賞・国際シネクラブ賞
- 第12回 ロシアサンクトペテルブルグ映画祭グランプリ
- 第19回 エコメディア（ドイツフライブルグ国際環境映画祭）最優秀芸術作品金山猫賞
- 第27回 モントリオール国際映画祭AQCC賞
- 2003年 第5回ブラジルゴイアス環境映像祭審査員特別賞
- 2003年 イタリアセルビノ国際映画祭ドキュメンタリー部門賞